# HMAS Orion
Pour les articles homonymes, voir Orion.
Le HMAS Orion (pennant number : S61) est un sous-marin de classe Oberon de la Royal Australian Navy (RAN). Il est un des six sous-marins de cette classe commandés par la marine australienne au cours des années 1960. Nommé Orion d’après la constellation, en rupture avec la tradition de nommage des navires australiens, il a été construit en Écosse et mis en service en 1977. Le HMAS Orion était l’un des deux sous-marins de classe Oberon conçus pour la collecte de renseignement. Il effectuait des patrouilles régulières dans les eaux soviétiques, indiennes et chinoises pour recueillir des informations sur les capacités ennemies.
Le HMAS Orion a été déclassé en 1996, marqué pour élimination en 2003 et démantelé pour la ferraille en 2006. Plusieurs sections du sous-marin restent intactes en tant que monuments commémoratifs et pièces de musée.

## Conception
La classe Oberon était fortement basée sur la classe de sous-marins Porpoise, avec des changements apportés pour améliorer l’intégrité de la coque des navires, les systèmes de capteurs et les capacités furtives. Huit sous-marins ont été commandés pour la marine australienne, en deux lots de quatre. Le premier lot a été approuvé en 1963, et le deuxième lot (y compris le Orion) a été approuvé à la fin des années 1960, mais deux d’entre eux ont été annulés avant le début de leur construction en 1969, le financement ayant été redirigé vers les forces aériennes de la marine australienne,. C’était la quatrième fois que la marine australienne tentait d’établir une branche sous-marine.
Le sous-marin mesurait 295,2 pieds (90 m) de longueur hors-tout, avec un maître-bau de 26,5 pieds (8,1 m) et un tirant d'eau de 18 pieds (5,5 m) en surface. Le déplacement à pleine charge était de 2 030 tonnes en surface et 2 410 tonnes en immersion. Les deux arbres d'hélice étaient chacun entraînés par un moteur électrique anglais fournissant 3500 chevaux-vapeur de frein et 4500 chevaux-vapeur d’arbre. L’électricité pour alimenter ceux-ci était produite par deux générateurs diesel V16 Admiralty Standard Range avec suralimentation.
Le sous-marin pouvait se déplacer jusqu’à 12 nœuds (22 km/h) en surface et jusqu’à 17 nœuds (31 km/h) en immersion. Son autonomie maximale était de 9000 milles marins (17000 km) à 12 nœuds (22 km/h) et sa profondeur d’essai de 660 pieds (200 mètres) sous le niveau de la mer,. Au moment de sa mise à l’eau, le bateau avait un équipage de 8 officiers et 56 marins, mais au moment où il a été mis hors service, le nombre de marins était passé à 60,. De plus, jusqu’à 16 stagiaires pouvaient être transportés. Un petit nombre de personnels ne faisant pas partie de la marine, le plus souvent de la Direction des transmissions de la Défense, étaient également présents lors de certaines missions de collecte de renseignement.
L’armement principal des Oberon se composait de six tubes lance-torpilles de 21 pouces (533 mm). Le sous-marin a d’abord emporté la torpille britannique Mark 8 ; celle-ci a ensuite été remplacée par la Mark 23 à guidage filaire. Entre 1977 et 1985, les Oberon australiens ont été modernisés pour emporter des torpilles Mark 48 de l’United States Navy et des missiles antinavires UGM-84 Sub Harpoon,. En 1996, la charge utile standard d’un Oberon australien était un mélange de 20 torpilles Mark 48 Mod 4 et de missiles Sub Harpoon. Une partie ou la totalité de la charge utile de la torpille pourrait être remplacée par des mines marines Mark 5 Stonefish, qui étaient déployées à travers les tubes lance-torpilles,. À l’entrée en service, deux tubes lance-torpilles de 21 pouces (533 mm) de courte longueur ont été installés sur la poupe pour les torpilles anti-sous-marines Mark 20. Toutefois, la mise au point de torpilles orientables guidées par fil a rendu redondantes les torpilles à tir arrière moins performantes. Les tubes ont donc été fermés, puis retirés lors d’un carénage.

## Engagements
Le HMAS Orion a été construit par la Scotts Shipbuilding and Engineering Company à Greenock en Écosse. Sa quille a été posée le 6 octobre 1972, il a été lancé le 16 septembre 1974 et mis en service dans la marine australienne le 15 juin 1977. Le sous-marin devait entrer en service en 1975, mais un câblage électrique de grande puissance défectueux avait été installé sur le Orion et son sister-ship HMAS Otama. Le retrait et le remplacement du câblage ont retardé la construction de chaque sous-marin de deux ans. Le retard a permis d’équiper les deux bateaux d’un sonar à télémètre Micropuffs pendant leur construction, et d’installer de l’équipement de surveillance électronique supplémentaire. Le nom Orion vient de la constellation d'Orion. Bien qu’il s’agisse d’un nom ayant des liens étroits avec la Royal Navy (qui a eu six navires opérant sous le nom de HMS Orion), c’était une rupture avec l’utilisation traditionnelle par la marine australienne de noms d’explorateurs et de pionniers pour ses sous-marins. La devise du sous-marin « Orbe Circumcincto » (en latin, se traduisant par « Partout dans le monde ») fait référence à la visibilité de la constellation depuis n’importe quel point sur Terre.
Le HMAS Orion a été le tout premier navire australien à visiter un port allemand. Lors de son voyage de livraison depuis l’Écosse en 1978, à la demande du Royaume-Uni et des États-Unis, le Orion a enregistré les communications et tout autre signal émis par les navires de la marine libyenne autour des ports de Tripoli, Benghazi, Derna et Tobrouk.
Comme les Orion et Otama étaient équipés d’équipements spécialisés dans la collecte de renseignement, ils étaient régulièrement déployés dans le cadre d’opérations de surveillance et d’espionnage, ce qui leur a valu le surnom de « bateaux mystère »,. Leurs activités faisaient partie du plus vaste système de collecte de renseignement des pays occidentaux, et comprenaient la surveillance au large des côtes de la Chine, de l’Inde, du Viêt Nam et de l’Indonésie, la surveillance des unités de la flotte soviétique du Pacifique pendant ses opérations dans les océans Pacifique et Indien, et l’observation au large de la base soviétique de Vladivostok,. Ces activités se sont poursuivies jusqu’à la fin de la guerre froide en 1992, et la plupart des activités et des déploiements du Orion au cours de cette période restent classifiés. Le premier capitaine du Orion, le commander Rob Woolrych, MBE, a déclaré que les Orion et Otama ont effectué seize missions de collecte de renseignement pendant leur service entre mars 1978 et décembre 1992. Chaque mission était sous le commandement du chef de la force de défense, autorisé par le ministre de la Défense et menée avec la connaissance du Premier ministre. Des patrouilles régulières ont été effectuées pendant six à huit semaines. À l’occasion, les Orion et Otama accostaient dans des installations navales britanniques à Singapour ou à Hong Kong pour leur ravitaillement et leur entretien.
Les Orion et Otama restaient juste à l’abri de l’horizon, à environ cinq milles marins d’une cible, à la profondeur du périscope pour observer l’environnement et enregistrer des informations lors d’opérations à proximité des eaux ennemies. La collecte de renseignement avait lieu pendant la journée, et pendant la nuit les batteries qui alimentaient les sous-marins étaient rechargées. Le sous-marin était équipé d’hydrophones à sonar passif qui lui permettaient d’enregistrer les signatures des navires soviétiques, identifiant les capacités de chaque navire individuel.
Le 27 septembre 1980, les officiers et l’équipage du Orion ont obtenu la liberté de la ville de Wollongong à perpétuité. En 1987, le Orion a reçu la Coupe Gloucester, pour être le navire de la marine australienne démontrant la plus grande efficacité globale au cours des douze mois précédents. Le Orion a été le dernier sous-marin à recevoir la Coupe jusqu’en 2005, date à laquelle elle a été remise au sous-marin de classe Collins HMAS Rankin. Comme un certain nombre d’autres sous-marins de classe Oberon, le Orion a effectué de nombreux déploiements pour les opérations spéciales au cours de son service, qui ont qualifié ses membres d’équipage pour recevoir l’Australian Service Medal, avec agrafe d’opérations spéciales. Menées entre 1978 et 1992, ces opérations comprenaient des missions de collecte de renseignement au large des côtes du Viêt Nam, de l’Indonésie, de la Chine et de l’Inde, ciblant principalement la marine soviétique pendant la guerre froide.

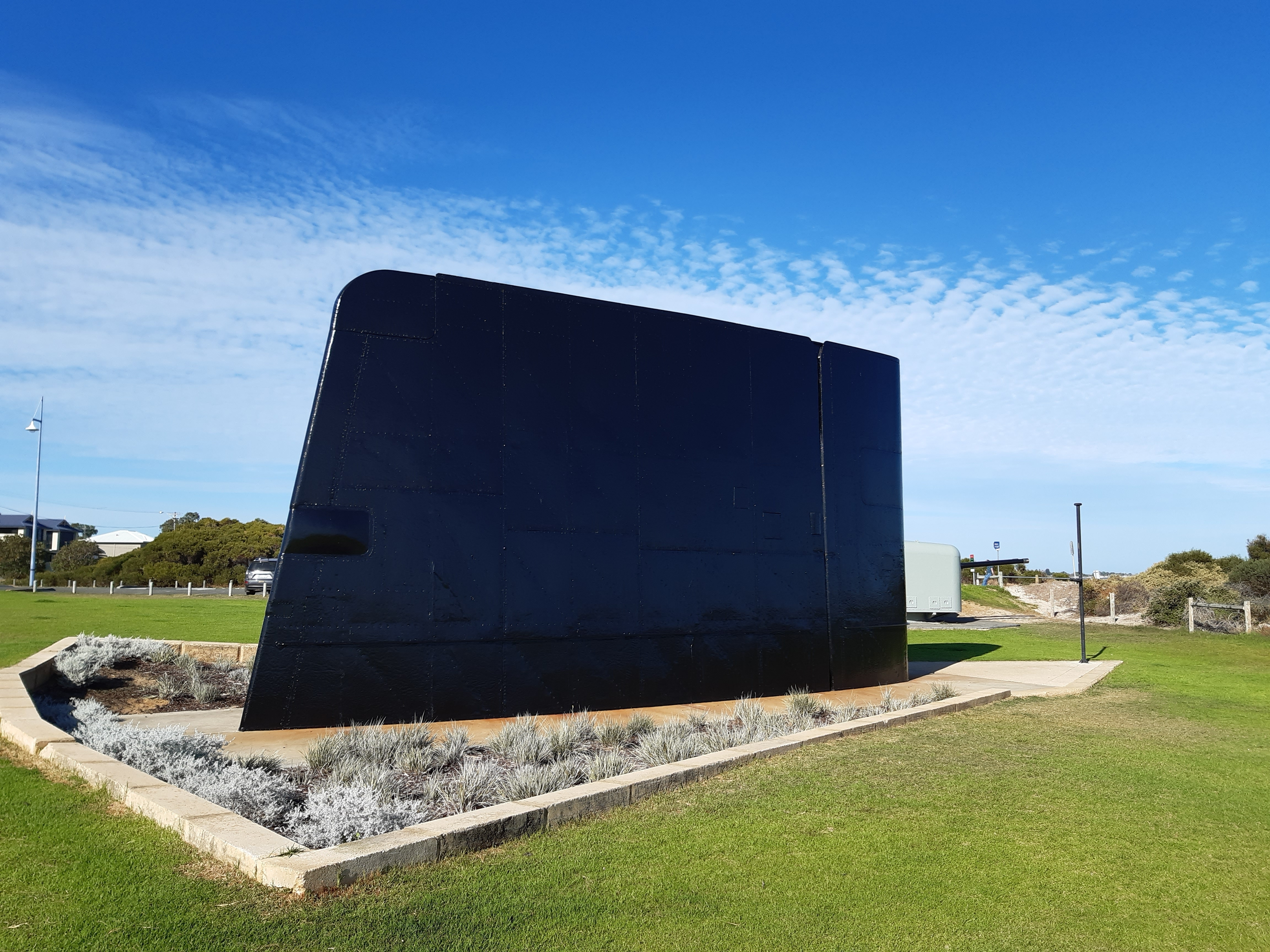
Le mémorial du HMAS Orion au Rockingham Naval Memorial Park

Le Orion a été désarmé et mis en réserve à Garden Island, en Australie-Occidentale en 1996. Il y est resté plusieurs années, jusqu’à ce qu’il soit désigné pour élimination en tant que ferraille en septembre 2003. Les efforts pour le remettre au gouvernement d’un État pour le préserver en tant que navire musée, ou le couler en tant qu’épave pour la plongée sous-marine, ont échoué, et les offres pour les entreprises d’élimination ont été fermées le 6 août 2004. Le sous-marin a été vendu à la casse et a été démantelé en décembre 2006 par Tenix à Henderson, en Australie-Occidentale. Le kiosque a été donné à la ville de Rockingham et est maintenant monté comme un mémorial permanent à Rockingham Naval Memorial Park. L’hélice bâbord a été donnée au Western Australian Maritime Museum.
En novembre 2011, l’autorisation a été accordée d’établir une nouvelle unité de cadets de la marine australienne à Jindabyne, en Nouvelle-Galles du Sud, nommée New Training Ship (NTS) Orion d’après le sous-marin. En plus du nom, l’unité de cadets utilisera l’insigne et la devise du Orion.